# The Prog World Orchestra
The Prog World Orchestra fu un supergruppo musicale statunitense, fondato da Neal Morse, che nasce con l'intento di fondere la tradizionale musica natalizia con il rock progressivo.

## Storia
L'idea della band nacque addirittura nel 1984, quando Neal Morse (ancora sconosciuto) pensò di incidere una canzone di Natale da spedire ad amici e parenti come regalo per le festività, tradizione che mantenne anche negli anni successivi.
Nel 2003, già uscito dagli Spock's Beard, anno dopo Morse comincia quindi a lavorare su brani non sempre originali ma tipicamente natalizi e nel 2011 incise una demo di raccolta di quei pezzi.  Soddisfatto del lavoro, il polistrumentista statunitense pensò di riregistrare tutto con uno nuovo supergruppo, con musicisti di prim’ordine: oltre a lui, la band era costituita dal flautista, trombettista e cantante Bill Hubauer (Apologetix), dai chitarristi Steve Hackett (Genesis), Steve Morse (Kansas, Deep Purple), Paul Bielatowicz (Carl Palmer's ELP Legacy), Roine Stolt (Flower Kings), i bassisti Randy George (Ajalon), e Pete Trewavas (Marillion), e il batterista Mike Portnoy (Dream Theater)..
Nel dicembre 2012 venne pubblicato il loro primo album, A Proggy Christmas: tra i classici riproposti vi sono Carol of the Bell, Oh Holy Night, (There's No Place Like) Home for the Holidays. Questa sorta di ensemble si esibì dal vivo in rarissime occasioni, e a causa degli impegni dei vari membri nelle loro altre band, il gruppo nel 2014 si sciolse, senza pubblicare il secondo album, che era già previsto per l'anno successivo.
Alcune canzoni natalizie già composte (tra cui Everything I Want for Christmas e On This Most Holy Night), vennero in seguito pubblicate come singoli dalla The Neal Morse Band.

## Formazione

### Formazione attuale
- Bill Hubauer - flauto, trombone, voce
- Steve Hackett - chitarra
- Steve Morse - chitarra
- Paul Bielatowicz - chitarra
- Roine Stolt - chitarra
- Randy George - basso
- Pete Trewavas - basso
- Todd Morrell - batteria

### Turnisti
- Mike Portnoy – batteria

## Discografia

### Album
- 2012 - A Proggy Christmas